# Ernie DiGregorio
Ernest "Ernie" DiGregorio (North Providence, Rhode Island, 15 de enero de 1951) es un exjugador de baloncesto estadounidense que disputó 5 temporadas en la NBA. Con 1,82 metros de altura, jugaba en la posición de base.

## Trayectoria deportiva

### Universidad
Jugó durante cuatro temporadas con los Friars de la Universidad de Providence, en los que promedió 20,5 puntos, 7,7 asistencias y 3,4 rebotes por partido.

### Profesional
Fue inicialmente elegido por los Kentucky Colonels en el draft de la ABA, pero prefirió ir a la NBA, donde fue elegido en la tercera posición del Draft de la NBA de 1973 por Buffalo Braves. En su primera temporada consiguió 15,2 puntos y 8,2 asistencias por partido, por lo que fue elegido Rookie del Año. Pero curiosamente ésta fue su mejor temporada, a causa de una lesión se perdió gran parte de la temporada siguiente y perdió también su puesto de titular. Tras 4 años en Búfalo, en la temporada 1977-78 ficha por Los Angeles Lakers, donde solo jugó media temporada, firmando entonces como agente libre por Boston Celtics, donde apenas obtuvo más de 10 minutos de juego por partido. Este sería su último equipo en la NBA, ya que, a pesar de que le fue ofrecida su renovación, DiGregorio la rechazó, alegando que no le pagaban lo que él creía justo. Durante varias temporadas intentó entrar en diversos equipos como Los Angeles Clippers o New Jersey Nets, pero en unas ocasiones por controversia con su contrato, en otras por ser cortado, nunca regresó a las canchas de baloncesto.
Anunció su retirada en 1981 y en total promedió 9,6 puntos y 5,1 rebotes por partido durante su corta carrera.

## Estadísticas de su carrera en la NBA
|  | Líder de la liga |

### Temporada regular
| Año     | Equipo      | PJ  | PT | MPP  | %TC  | %3P | %TL  | RPP | APP | ROB | TPP | PPP  |
| ------- | ----------- | --- | -- | ---- | ---- | --- | ---- | --- | --- | --- | --- | ---- |
| 1973-74 | Buffalo     | 81  | —  | 35.9 | .421 | —   | .902 | 2.7 | 8.2 | 0.7 | 0.1 | 15.2 |
| 1974-75 | Buffalo     | 31  | —  | 23.0 | .440 | —   | .778 | 1.5 | 4.9 | 0.6 | 0.0 | 7.8  |
| 1975-76 | Buffalo     | 67  | —  | 20.4 | .384 | —   | .915 | 1.7 | 4.0 | 0.6 | 0.0 | 6.7  |
| 1976-77 | Buffalo     | 81  | —  | 28.0 | .417 | —   | .945 | 2.3 | 4.7 | 0.7 | 0.0 | 10.7 |
| 1977-78 | L.A. Lakers | 25  | —  | 13.3 | .410 | —   | .800 | 0.9 | 2.8 | 0.2 | 0.0 | 3.9  |
| 1977-78 | Boston      | 27  | —  | 10.1 | .431 | —   | .923 | 1.0 | 2.4 | 0.4 | 0.0 | 3.9  |
| Total   | Total       | 312 | —  | 25.2 | .415 | —   | .902 | 2.0 | 5.1 | 0.6 | 0.0 | 9.6  |

### Playoffs
| Año   | Equipo  | PJ | PT | MPP  | %TC  | %3P | %TL   | RPP | APP | ROB | TPP | PPP  |
| ----- | ------- | -- | -- | ---- | ---- | --- | ----- | --- | --- | --- | --- | ---- |
| 1974  | Buffalo | 6  | —  | 40.0 | .430 | —   | .889  | 2.7 | 8.7 | 0.2 | 0.0 | 13.7 |
| 1976  | Buffalo | 9  | —  | 24.1 | .484 | —   | 1.000 | 1.4 | 5.0 | 0.6 | 0.2 | 7.6  |
| Total | Total   | 15 | —  | 30.5 | .453 | —   | .941  | 1.9 | 6.5 | 0.4 | 0.1 | 10.0 |

## Logros personales
- Posee el récord de la NBA de más asistencias por partido para un rookie con 25, compartido en la actualidad con  Nate McMillan.
- Fue el mejor lanzador de tiros libres de la NBA en las temporadas temporada 1973-74 y temporada 1976-77 con unos porcentajes del 90,2 y 94,5% respectivamente.
- Fue quien repartió mayor número de asistencias en la temporada 1973-74.